# 2007 în jocuri video
Acest articol prezintă evenimente importante legate de jocuri video din anul 2007. Vezi și istoria jocurilor video.

## Evenimente
În 2007 au apărut mai multe sequel-uri și prequel-uri în jocurile video, cum ar fi Call of Duty 4: Modern Warfare, Command & Conquer 3: Tiberium Wars, The Lord of the Rings Online, NHL 08, Forza Motorsport 2, împreună cu titluri noi precum Assassin's Creed, BioShock, Crackdown, Crysis, Mass Effect, Portal, Rock Band, Skate, The Darkness, The Witcher sau Uncharted.
Cea mai bine vândută consolă de jocuri în Japonia a fost Nintendo DS și cel mai bine vândut joc video a fost Wii Sports din 2006 pentru Wii. În America de Nord cel mai bine vândut joc video a fost Pokémon Diamond  pentru Nintendo DS, World of Warcraft: The Burning Crusade pentru PC și Madden NFL 08 pentru PlayStation 2.